# Jean Pucelle (Maler)

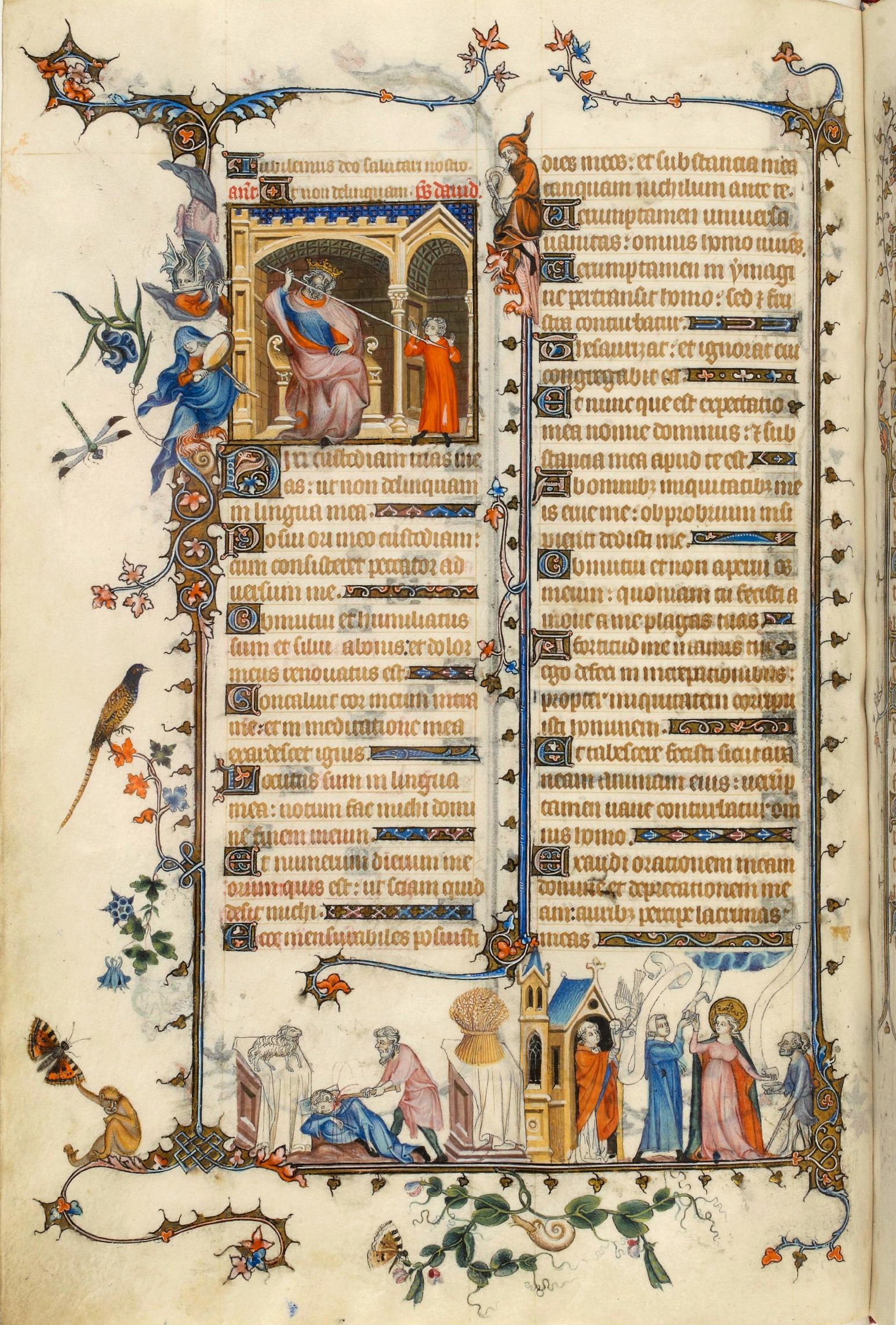
David vor Saul, Belleville-Stundenbuch (um 1323–1326). Paris, Bibliothèque nationale de France, ms. lat. 10483–10484

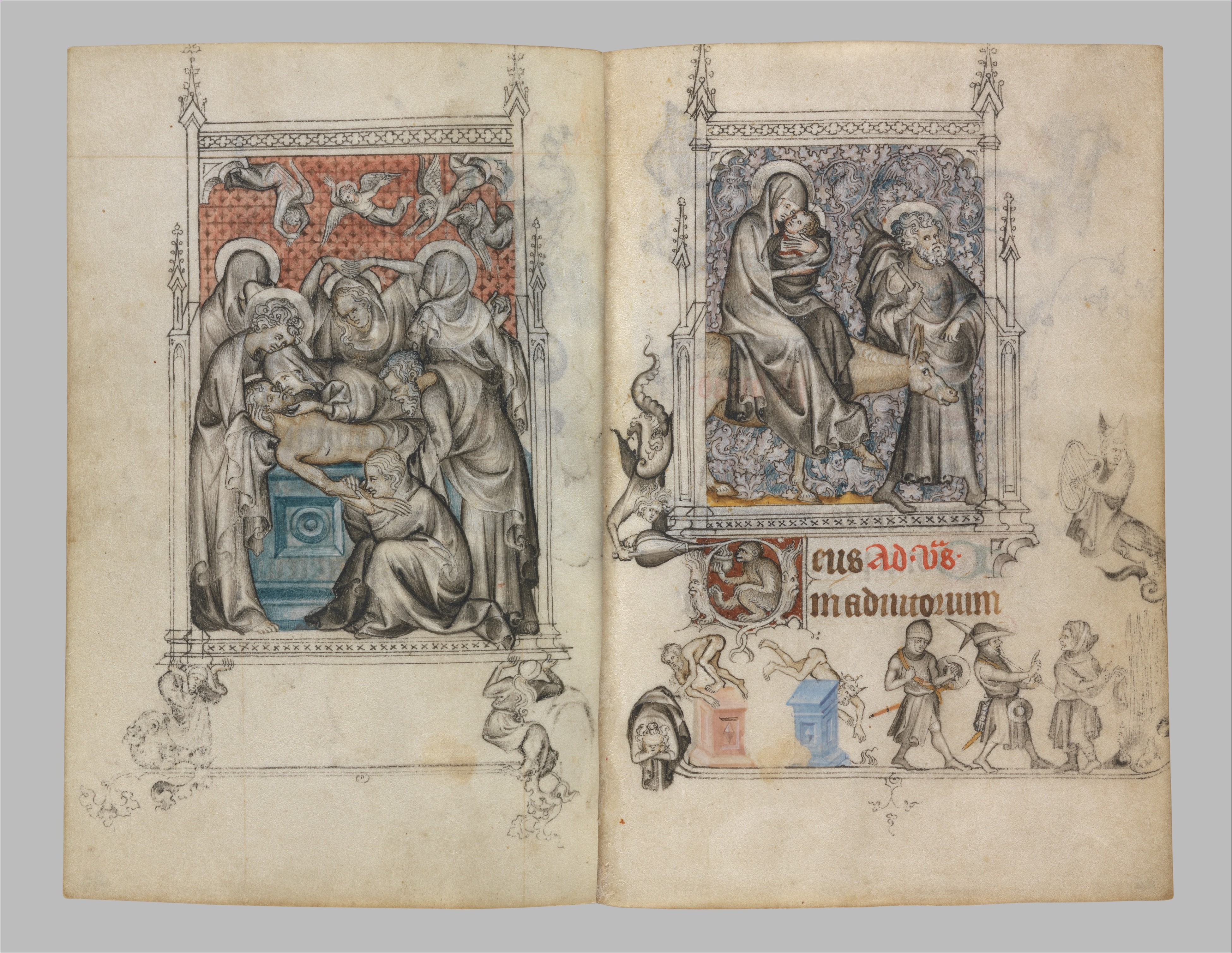
Grablege und Flucht nach Ägypten, Stundenbuch der Jeanne d’Evreux (um 1324–1328). New York, Metropolitan Museum of Art, The Cloister, Inv. Nr. 54.1.2, fol. 82v/83r

Jean Pucelle (* um 1300; † um 1334) war ein französischer Maler und Illuminator, dessen Werkstatt vermutlich in Paris niedergelassen war.

## Leben
Erstmals wird Jean Pucelle in den Rechnungsbüchern der Bruderschaft von Saint-Jacques-aux-Pèlerins aus den Jahren 1319 bis 1324 erwähnt. Er erhielt die Bezahlung für den Entwurf des Bruderschaftssiegels: „A Jehan Pucelle, pour pourtraire le grand scel de la confrèrie, IIIs“.
Die nächsten biographischen Hinweise stammen aus einem um 1323–1326 entstandenen Buch: Am Rand von fol. 33r des ersten Bandes des Belleville-Breviers ist die Bezahlung des Malers Mahiet durch Jean Pucelle vermerkt: „Mahiet – J. Pucelle a baillie XX et III s VI d“.
1327 wird Pucelle erstmalig als Buchmaler im Kolophon der Billyng-Bibel (fol. 642r) erwähnt: „Jehan Pucelle, Anciau de Cens, Jaquet Maci: il hont enluminé ce livre“.
1334 erscheint in den Rechnungsbüchern von Saint-Jacques-aux-Pèlerins erneut der Name Pucelle. Da hier „II s de Jehan pucelle“ vermacht wurden, muss der Maler zu diesem Zeitpunkt bereits verstorben gewesen sein.

## Eigenheiten und Stil
Pucelle malte in kräftigem Kolorit, oft detailreiche, bewegte und dennoch feine Figuren im höfischen Stil der Pariser Kunst seiner Jahre. Die Grisaillen im Stundenbuch der Jeanne d’Evreux werden durch sicher gesetzte Farbakzente im Text und den Malereien kontrastiert. Die zahlreichen Marginaldrolerien zeigen oft den Hauptszenen in ihrer Ausführlichkeit des Erzählens gleichwertige Handlungen. So sieht man dort oft Abbilder des täglichen Lebens im 14. Jahrhundert (z. B. Jagdszenen, Turniere, Blinde-Kuh-Spiel).
Seine Gestaltungsweise lässt Abhängigkeiten vom italienischen Trecento, insbesondere sienesischer Malerei um Duccio di Buoninsegna, erkennen.
Stilistisch und motivisch kommen die Arbeiten Jean Le Noirs der Bildsprache Pucelles sehr nahe, was Fragen nach Mitarbeit, Schülerschaft und Werkstattnachfolge aufwirft, die angesichts der spärlichen Überlieferung französischer Manuskripte der Zeit vorerst unbeantwortet bleiben müssen. Ohnehin präsentieren sich die Werke, die sicher Pucelle zugeordnet werden können, stilistisch divers, obwohl sie alle binnen weniger Jahre entstanden sind. Eine einheitliche Entwicklung einer einzigen Künstlerpersönlichkeit im Zentrum einer Werkstatt ist den Malereien nicht anzusehen. Sie schwanken zwischen hohem Innovationsgrad und altertümlichen Gestaltungsweisen. So bleibt offen, ob es sich um unterschiedliche Auftraggeberwünsche handelte, die die Differenzen erklären, oder ob Jean Pucelle teilweise nur als Unternehmer und Organisator in der Buchproduktion tätig war und Werkstatt- oder Projektmitarbeiter die Malereien ausführten. Belegt ist: Nicht nur Abschnitte von Büchern scheinen arbeitsteilig fertiggestellt worden zu sein – auch innerhalb einzelner Miniaturen konnten unterschiedliche Hände geschieden werden. Die Zuschreibungen und Händescheidungen der Malereien durch die Forschung variieren folglich.
Auch wenn die Fertigung der Bücher in den 1320er Jahren nicht im Detail geklärt ist: Die Art der Buchseitengestaltung der Pucelle-Werkstatt und ihres Umkreises setzte sich als Standard bis weit in die zweite Hälfte des 14. Jahrhunderts durch.

## Werke
Gesichert
- Entwurf des Großen Siegels der Confrérie de l’Hôpital de Saint-Jacques-aux-Pèlerins (zwischen 1319 und 1324)
- mit Mahiet, Ancelet und J. Chevrier: Brevier aus dem Besitz der Familie Belleville (1323–1326; Paris, Bibliothèque nationale de France, ms. lat. 10483–10484)[6]
- mit Anciau de Cens und Jaquet Maci: Billyng-Bibel (1327; Paris Bibliothèque nationale de France, ms. lat. 11935)[7]

Zuschreibungen
- Stundenbuch der Jeanne d’Evreux (um 1324–1328; New York, Metropolitan Museum of Art, The Cloisters, Inv. Nr. 54.1.2)[8]
- einige Miniaturen im Brevier der Blanche de France (vor 1320; Vatikanstadt, Biblioteca Vaticana, Cod. Urb. lat. 603)[9]
- Stundenbuch der Jeanne de Savoie (vor 1320;[10] Paris, Musée Jacquemart-André, ms. 1)
- zwei Miniaturen in einem Stundenbuch (Wien, Österreichische Nationalbibliothek, Cod. Ser. n. 2596)[11][12]
- Initiale in der Vie de Saint Denis (um 1317; Paris, Bibliothèque nationale de France, ms. fr. 2090–2092)[13]